# Abd al-Karim

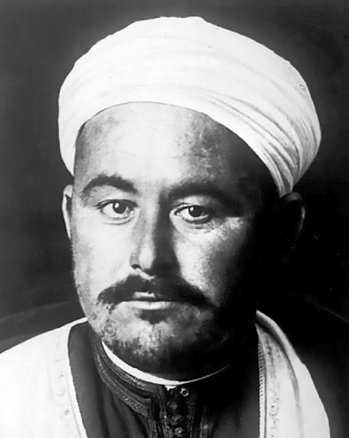
Abd al-Karim

Mohammed Abd al-Karim, auch Abd el-Krim (Zentralatlas-Tamazight ⵎⵓⵃⵏⴷ ⵏ ⵄⴰⴱⴷ ⵍⴽⵔⵉⵎ ⵍⵅⵟⵟⴰⴱⵉ Muḥend n Ɛabd Krim Lxeṭṭabi, arabisch عبد الكريم الخطابي Abd al-Karim al-Chattabi, DMG ʿAbdu l-Karīm al-Ḫaṭṭābī; * 1882 in Axdir; † 6. Februar 1963 in Kairo) war Anführer im Aufstand der Rifkabylen gegen spanische und französische Kolonialtruppen in der Rif-Region Spanisch-Marokkos. Er ist besser bekannt als Abd el-Krim.

## Leben

### Herkunft und frühe Laufbahn
Abd al-Karim wurde um 1882 in Axdir geboren. Mohammed Abd al-Karim war Sohn von Abd el Krim el Khatabi, einem Vorbeter und Qādī. Dieser hatte in Madrid Bergbau studiert und gute Beziehungen zu den Brüdern Mannesmann, welche in Marokko etwa zu einem Achtel in Form von 2.027 Minenkonzessionen in Aussicht und Landtitel besaßen. Von seinem Vater erhielt Mohammed Abd al-Karim eine religiöse Bildung. In Tétouan und Melilla machte er das in Spanien anerkannte Abitur. Anschließend studierte er die Schari'a im Altstadtviertel Adwat al-Qarawiyyin von Fès, danach studierte er an der Universität Salamanca. Ab 1906 arbeitete er als Sekretär im Büro für Eingeborenenangelegenheiten in Melilla, als Herausgeber der arabischsprachigen Beilage der Zeitung El Telegrama del Rif, danach als Richter für das Melilla-Gebiet, zwischen 1910 und 1913 als Lehrer.

### Antikolonialismus
Wilhelm II. hatte am 31. März 1905, im Zusammenhang mit den Folgen der Entführung von Ion Perdicaris, die Unabhängigkeit des Alawiden-Sultans Abd al-Aziz in Französisch-Marokko herausgestellt, was zur Ersten Marokkokrise führte. Diese wurde mit der Konferenz von Algeciras im Jahr 1906 beigelegt, die die Vorrechte der Kolonialmächte Frankreich und Spanien festschrieb und es folgte 1912 die offizielle Etablierung des Protektorats Französisch-Marokko in der Mitte und im Süden und Spanisch-Marokko im Norden des Landes. Im Ersten Weltkrieg fachte Walter Zechlin, der Konsul des Deutschen Reichs in Tetouan, in Französisch-Marokko antikoloniale Bestrebungen an und verhandelte mit Mohammed Abd el Karim. Zechlin wurde 1917 nach Madrid versetzt und Abd el-Karim kam von 1916 bis 1917 in spanische Haft. Ab Anfang 1919 warb Abd el-Krim für die Bildung eines antikolonialen Stammesbündnisses, dessen Ziel es war, dass sich die Spanier „[…] nach Ceuta und Melilla zurückziehen, weil das Protektorat nur Elend und Armut, Grausamkeit und Unfähigkeit gebracht hat“. 1921 riefen sechs Stämme des Rif-Gebirges Mohammed Abd al-Karim zum Emir aus. Eine wechselnde Anzahl von Stämmen kollaborierte mit den spanischen Protektoratstruppen, aus diesen wurde die 1920 gegründete Fremdenlegionärstruppe Tercio de Extranjeros rekrutiert. Als Präsident der Rif-Republik in Nordmarokko proklamierte Abd al-Karim 1923 die Unabhängigkeit von der spanischen Herrschaft.

### Antikolonialer Krieg
Bei der Schlacht von Annual am 22. Juli 1921 errangen die Truppen der Rifkabylen den eindrucksvollsten Sieg, jedoch versäumte es Abd el-Krim, nach eigener, späterer Einschätzung, die Schwäche der spanischen Besatzungsarmee zu nutzen und auch Melilla erstürmen zu lassen. Beim dritten Rifkrieg (1921) traten Militärs aus Frankreich und Spanien geschlossen gegen eine Emanzipation vom Kolonialsystem auf. Auf Initiative von Alfons XIII. wurde bei Hugo Stoltzenberg Senfgas (Lost) erworben, eine Lostbombenabfüllanlage in Melilla errichtet und der Chemiewaffeneinsatz im Rifkrieg nach einer Verseuchungsstrategie von Stoltzenberg durchgeführt. Zeitgleich mit der Räumung des Landesinneren von Spanisch-Marokko für die Anwendung des Kontaktgiftes Lost besetzte die französische Armee unter Pétain die fruchtbaren Gebiete des Rifs in Französisch-Marokko mit 250.000 Soldaten und unterband so die Lebensmittelversorgung der Rif-Republik. Im November 1925 bombardierte die Flugstaffel Escadrille Cheériffian unter der Leitung von Charles Sweeney, einem US-Piloten aus der Lafayette Escadrille, Chefchaouen. Als die Bombardierung bekannt wurde, zog die französische Regierung unter Aristide Briand und Édouard Herriot die Escadrille Cheériffian ab. Die Position der Regierung Großbritanniens unter Stanley Baldwin wurde durch Walter Burton Harris vertreten, ein angebotenes Engagement des Deutschen Reichs auf Seiten der Rif-Republik hätte zum Auskundschaften des Waffenhandels des Deutschen Reichs genutzt werden können, das Scheitern der antikolonialen Bestrebungen sicherte auch das British Empire.

### Verbannung

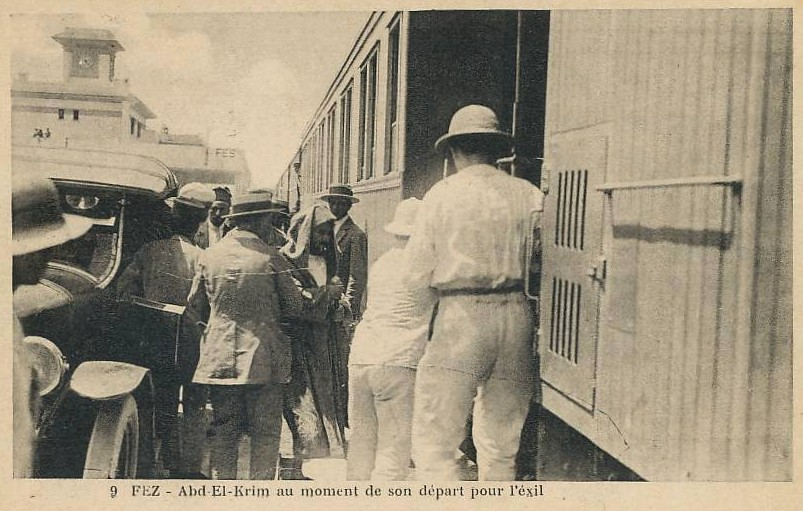
Auf dem Weg ins Exil (Fès, 1926)

Abd al-Karim ergab sich am 27. Mai 1926 den französischen Militärs. Er wurde auf die Insel Réunion im Indischen Ozean in die Verbannung verbracht. 1947 wurde er aus der Verbannung entlassen. Er ging nach Kairo und wurde dort im Dezember 1947 Vorsitzender des Befreiungskomitees des arabischen Maghrebs. Auch nach der Unabhängigkeit Marokkos (1956) kehrte er aus Protest gegen die französischen Truppen, die immer noch im Land waren, nicht in seine Heimat zurück. Er war vom marokkanischen König Mohammed V. eingeladen worden, wieder in seine Heimat zu kommen. Abd el-Karim erlebte noch die Unabhängigkeit Algeriens im Jahr 1962 mit und starb am 6. Februar 1963 in Kairo. Dort wurde er auch beigesetzt.

## Weiteres
- Der marokkanische Berg Jebel Abd el-Krim (34°3'0″ NORD 5°30'0″ OST) ist nach Abd el-Krim benannt. Ebenso die Rue Abd el-Krim in Sainte-Clotilde (einem Stadtteil der Hauptstadt Saint-Denis auf Réunion).
- Fidel Castro nannte Abd el-Krims Guerillataktiken Vorbild für Che Guevara, Mao Zedong und Hồ Chí Minh.[8]
- Dem israelischen Wissenschaftler Bruce Maddy-Weitzman zufolge ist die Erinnerung an den Nationalhelden Abd el-Krim von der herrschenden Klasse Marokkos stiefmütterlich behandelt worden, weil man fürchte, er könnte von den nach Unabhängigkeit strebenden Berbern vereinnahmt werden. Die Islamisten Marokkos hätten el-Krim als einen ihrer Vorläufer bezeichnet.[7]

## Werke
- J. Roger-Mathieu (Hrsg.): Mémoires d’Abd-el-Krim. 9. Aufl. Librairie des Champs-Élysées, Paris 1927 (dt. Abd el Krim: Memoiren. Mein Krieg gegen Spanien und Frankreich, übers. von Artur Rosenberg, Carl Reissner-Verlag, Dresden 1927).